# Sözer
Sözer ist ein türkischer männlicher Vorname und Familienname.

## Namensträger

### Familienname
- Eddy Sözer (eigentlich Erdinç Sözer; * 1968), türkischer Fußballtrainer
- Halil Sözer (1923–2024), türkischer General
- Hilmi Sözer (* 1970), deutsch-türkischer Schauspieler und Komödiant
- Mehmet Sözer (* 1991), österreichischer Schauspieler
- Muhammet Sözer (* 1994), deutsch-türkischer Futsal- und Fußballspieler